# Premi AVN a l'artista femenina de l'any
El Premi AVN a l'artista femenina de l'any es lliura cada gener a Las Vegas, Nevada a la cerimònia dels Premis AVN. Representa l'estrella del porno femenina que ha tingut el millor treball l'any anterior. S'ofereix anualment des de 1993.
Tori Black va ser la primera guanyadora en dues ocasions, guanyant adossada el 2010 i el 2011. Angela White va ser la primera guanyadora en tres ocasions, guanyant frec a frec el 2018, 2019 i 2020. El gener de 2021, la titular és Emily Willis.

## Guanyadores i nominades

### Dècada del 1990
| Any  | Foto | Guanyadora      | Nominades |
| ---- | ---- | --------------- | --- |
| 1993 |      | Ashlyn Gere     | |
| 1994 |      | Debi Diamond    | Rebecca Bardoux Celeste Ashlyn Gere Shayla LaVeaux Leena Tiffany Mynx P. J. Sparxx Crystal Wilder Ona Zee                                    |
| 1995 |      | Asia Carrera    | Tammi Ann Ariana Kaitlyn Ashley Misty Rain Shane Ashlyn Gere Sarah Jane Hamilton Kylie Ireland Leena Tyffany Million Brittany O'Connell      |
| 1996 |      | Kaitlyn Ashley  | Tammi Ann Juli Ashton Celeste Careena Collins Jeanna Fine Tera Heart Melissa Hill Jenna Jameson Lana Sands Nici Sterling                     |
| 1997 |      | Missy           | Juli Ashton Alex Dane Jeanna Fine Melissa Hill Jenna Jameson Jill Kelly Christi Lake Shayla LaVeaux Caressa Savage Nici Sterling Nikki Tyler |
| 1998 |      | Stephanie Swift | Chloe Jill Kelly Christi Lake Dyanna Lauren Shanna McCullough Mila Missy Tiffany Mynx Julie Rage Jasmin St. Claire Serenity Stacy Valentine  |
| 1999 |      | Chloe           | Johnni Black Asia Carrera Roxanne Hall Alisha Klass Jill Kelly Midori Mocha Tiffany Mynx Silvia Saint Serenity Stacy Valentine               |

### Dècada del 2000
| Any  | Foto | Guanyadora       | Nominades |
| ---- | ---- | ---------------- | --- |
| 2000 |      | Inari Vachs      | Chloe Sabrina Johnson Alisha Klass Monique Raylene Serenity Alexandra Silk Stephanie Swift |
| 2001 |      | Jewel De'Nyle    | Jessica Darlin Dee Bridgette Kerkove Shelbee Myne Kristi Myst Alexandra Quinn Serenity Sydnee Steele Inari Vachs Ava Vincent                                                                           |
| 2002 |      | Nikita Denise    | Chloe Jewel De'Nyle Bridgette Kerkove Monique Taylor St. Claire Serenity Sydnee Steele Ava Vincent |
| 2003 |      | Aurora Snow      | April Flowers Briana Banks Belladonna Calli Cox Nikita Denise Jewel De'Nyle Jessica Drake Devinn Lane Jodie Moore Obsession Michele Raven Olivia Saint Nicole Sheridan Taylor St. Claire Sydnee Steele |
| 2004 |      | Ashley Blue      | Sunrise Adams Belladonna Jessica Darlin Olivia Del Rio Jewel De'Nyle Bridgette Kerkove Devinn Lane Ashley Long Carmen Luvana Gina Lynn Monique Taylor Rain Savanna Samson Aurora Snow                  |
| 2005 |      | Lauren Phoenix   | Ashley Blue Cindy Crawford Cytherea Jessica Drake Ariana Jollee Katja Kassin Katrina Kraven Gina Lynn Julie Night Jayna Oso Taylor Rain Alicia Rhodes Savanna Samson Venus                             |
| 2006 |      | Audrey Hollander | Jada Fire Nicki Hunter Roxy Jezel Ariana Jollee Dillan Lauren Melissa Lauren Missy Monroe Gia Paloma Lauren Phoenix Taylor Rain Sandra Romain Brittney Skye Flower Tucci Venus                         |
| 2007 |      | Hillary Scott    | Belladonna Jasmine Byrne Jada Fire Jenna Haze Roxy Jezel Kimberly Kane Kinzie Kenner Tory Lane Sunny Lane Shy Love Marie Luv Sandra Romain Sativa Rose Flower Tucci                                    |
| 2008 |      | Sasha Grey       | Monique Alexander Courtney Cummz Stormy Daniels Jada Fire Jenna Haze Jesse Jane Sunny Lane Rebeca Linares Brianna Love Kirsten Price Amy Ried Savanna Samson Annette Schwarz Hillary Scott             |
| 2009 |      | Jenna Haze       | Belladonna Ashlynn Brooke Roxy DeVille Jessica Drake Sasha Grey Jenny Hendrix Jesse Jane Kayden Kross Sunny Lane Sunny Leone Rebeca Linares Marie Luv Gianna Michaels Bobbi Starr Alexis Texas         |

### Dècada del 2010
| Any  | Foto | Guanyadora      | Nominades |
| ---- | --- | --------------- | --- |
| 2010 | | Tori Black      | Belladonna Lexi Belle Ashlynn Brooke Dana DeArmond Chayse Evans Jenna Haze Kayden Kross Jesse Jane Amber Rayne Nikki Rhodes Ann Marie Rios Kristina Rose Bobbi Starr Misty Stone                                                                        |
| 2011 | Asa Akira Monique Alexander Lexi Belle Jenna Haze Kagney Linn Karter Kimberly Kane Kayden Kross Faye Reagan Kristina Rose Andy San Dimas Bobbi Starr Riley Steele Misty Stone Alexis Texas | Tori Black      | |
| 2012 | | Bobbi Starr     | Asa Akira Lexi Belle Dana DeArmond Gracie Glam Allie Haze Jesse Jane Kagney Linn Karter Kimberly Kane Kayden Kross Lily LaBeau Phoenix Marie Chanel Preston Kristina Rose Andy San Dimas Alexis Texas                                                   |
| 2013 | | Asa Akira       | Jessie Andrews Eva Angelina Lexi Belle Lily Carter Dana DeArmond Skin Diamond Gracie Glam Allie Haze Kayden Kross Lily LaBeau Brooklyn Lee Chanel Preston Kristina Rose Samantha Saint Andy San Dimas Bobbi Starr Jada Stevens Misty Stone Alexis Texas |
| 2014 | | Bonnie Rotten   | Asa Akira Anikka Albrite Bailey Blue Dani Daniels Dana DeArmond Skin Diamond Allie Haze Remy LaCroix Maddy O'Reilly Chanel Preston Riley Reid Samantha Saint Sheena Shaw Jada Stevens                                                                   |
| 2015 | | Anikka Albrite  | A.J. Applegate Adriana Chechik Dani Daniels Skin Diamond Veruca James Zoey Monroe Maddy O'Reilly Chanel Preston Romi Rain Riley Reid Bonnie Rotten Dahlia Sky Jada Stevens Jodi Taylor                                                                  |
| 2016 | | Riley Reid      | Anikka Albrite August Ames A.J. Applegate Vicki Chase Adriana Chechik Carter Cruise Dani Daniels Aidra Fox Keisha Grey Jillian Janson Eva Lovia Maddy O'Reilly Romi Rain Kleio Valentien                                                                |
| 2017 | | Adriana Chechik | Anikka Albrite August Ames A.J. Applegate Vicki Chase Abella Danger Aidra Fox Keisha Grey Chanell Heart Katrina Jade Jillian Janson Sara Luvv Megan Rain Riley Reid Veronica Rodriguez                                                                  |
| 2018 | | Angela White    | August Ames Adriana Chechik Abella Danger Aidra Fox Keisha Grey Holly Hendrix Katrina Jade Elsa Jean Eva Lovia Riley Reid Lana Rhoades Jessa Rhodes Natalia Starr Gina Valentina                                                                        |
| 2019 | Adriana Chechik Abella Danger Honey Gold Katrina Jade Elsa Jean Jill Kassidy Abigail Mac Ariana Marie Kira Noir Riley Reid Kristen Scott Kissa Sins Gina Valentina Whitney Wright          | Angela White    | |

### Dècada del 2020
| Any  | Foto | Guanyadora   | Nominades |
| ---- | ---- | ------------ | --- |
| 2020 |      | Angela White | Adriana Chechik Abella Danger Joanna Angel Ana Foxx Alina Lopez Abigail Mac Kira Noir Kenzie Reeves Riley Reid Karma Rx Kristen Scott Jane Wilde Emily Willis Whitney Wright |
| 2021 | N/D  | Emily Willis | Adriana Chechik Abella Danger Gia Derza Gianna Dior Ana Foxxx Emma Hix Kenna James Alina Lopez Kira Noir Kyler Quinn Kenzie Reeves Naomi Swann Angela White Jane Wilde       |